# Eurosia acanthocera
Eurosia acanthocera là một loài bướm đêm thuộc phân họ Arctiinae, họ Erebidae.